# Stepa
Stepa predstavlja uglavnom nizinsku zemljinu površinu za koju je često karakterističan niz međusobno ovisnih biljno-životinjskih zajednica koje stepsku površinu često odlikuju vrlo kvalitetnom zemljom pogodnom za poljoprivrednu obradu, posebno u istočnoj Europi. Najveće stepe nalaze se u južnoj Rusiji, a najplodnije u južnoj i središnjoj Ukrajini.
Za stepske prostore karakteristično je nepostojanje šume, ravni ili brežuljkasti reljef, gusti biljni pokrov pretežno od trava tvrdača (Nardus) i nizom sezonskih izgleda tog pokrova (masovno cvjetanje, klasanje, ljetna sprženost i sl.) u svezi s godišnjim dobima. Šuma u stepskim prostorima nalazi se gotovo isključivo na prostorima uz jezera i rijeke. 

## Tipovi stepe i raspostranjenost
Danas postoji nekoliko različitih tipova stepa uvjetovanih povijesnim i klimatskim činiocima. Stepska područja pružaju se od Panonske nizine, preko Vlaške nizine, Zaporoške stepe i Pontsko-Kaspijske nizine do Srednje Azije. Nastavak je te stepske zone u Kini i Sjevernoj Americi. U tom svojem širokom rasprostranjenju ta zona pokazuje osobine nekoliko grupa predjela. Hrvatski predjeli pripadaju grupi europskih stepa raznotravnog tipa za čiji tip je značajno duboko masno tlo tipa černozema, smonica ili barskih crnica, katkad zaslanjenih. 
U europskim stepama susreću se još i slatine i stepske bare (npr. bara u Duvanjskom polju). Za razliku od mediteranskih stepa i polupustinja, koje obvezatno imaju kamenitu podlogu i kamenito skeletno tlo, europske stepe karakterizira nepostojanje kamena kao geološke podloge (donosi ga samo čovjek za svoje potrebe). 
Lesostepa je vrsta staništa, koje se sastoji od travnjaka mjestimice sa šumom.
U Sjevernoj Americi stepe se nazivaju prerija, a u Južnoj Americi pampas.

## Vanjske poveznice
- Glavna obilježja stepskog prostora (njem.)
- Značajke stepskog eko-sustava (rus.)